# Songs from the hard shoulder
Songs from the hard shoulder is een studioalbum van The Tangent.

## Inleiding
Het album kwam tot stand in een periode dat de wereld te maken had met de coronapandemie met lockdowns en ontmoetbeperkingen. Optredens waren verboden en ook samenwerken in een geluidsstudio zat er niet in. De band was echter al jaren gewend aan gescheiden opnamen, meest vanwege de verschillende nationaliteiten. De diverse leden namen hun aandeel op en stuurden de bestanden naar elkaar. Dit keer waren er studio’s betrokken in North Yorkshire (Tangent Towers van Tillison), Wenen (Reingold Music) en Trowbridge (Soulshine). De muziek is ook op dit album een mengeling van progressieve rock uit de koker van Van der Graaf Generator en de Canterbury-scene. Dit leverde opnieuw commentaar op over de lange teksten van Tillison en de matige zang van de toetsenist.

## Musici
De samenstelling van The Tangent bestaat al jaren uit dezelfde musici.
- Andy Tillison – toetsinstrumenten en zang
- Jonas Reingold – basgitaar
- Luke Machin – gitaar, zang, zangarrangementen
- Theo Travis – saxofoon en dwarsfluit
- Steve Roberts – drumstel, percussie

## Muziek
| Nr. | Titel                                            | Duur  |
| --- | ------------------------------------------------ | ----- |
| 1.  | The changes (Tillison)                           | 17:06 |
| 2.  | The GPS vultures (Tillison)                      | 17:01 |
| 3.  | The lady tied to the lamp post (Tillison)        | 20:52 |
| 4.  | Wated soul (Tillison)                            | 4:40  |
| 5.  | In the dead of night (John Wetton, Eddie Jobson) | 16:11 |

Changes verwijst naar het missen van het bandgevoel tijdens die pandemie ("Five friends who just can’t meet anymore"). The lady tied to the lamp post is een protestlied tegen eenzaamheid en daklozen; Tillison vraagt zich hoe het mogelijk is dat op elke weg in het Verenigd Koninkrijk allerlei verkeersdiensten gestrande verkeersdeelnemers komt redden, maar een vrouw die zichzelf vastbindt aan een lantaarnpaal om niet voorover te vallen kan er uren blijven staan. In the dead of night is een cover van het nummer van In the dead of night van, opgerekt tot meer dan 16 minuten; het werd niet op alle albums meegeperst. GPS vulture (volledig instrumentaal) is losjes gebaseerd op GPS culture van het album A place in the queue, "vulture" werd gekozen omdat het rijmt op "culture". Afwijkend is Wasted soul in de funky stijl van Earth, Wind & Fire